# Orthosoma brunneum
Orthosoma brunneum är en skalbaggsart som först beskrevs av Forster 1771.  Orthosoma brunneum ingår i släktet Orthosoma och familjen långhorningar. Inga underarter finns listade i Catalogue of Life.